# Rabari

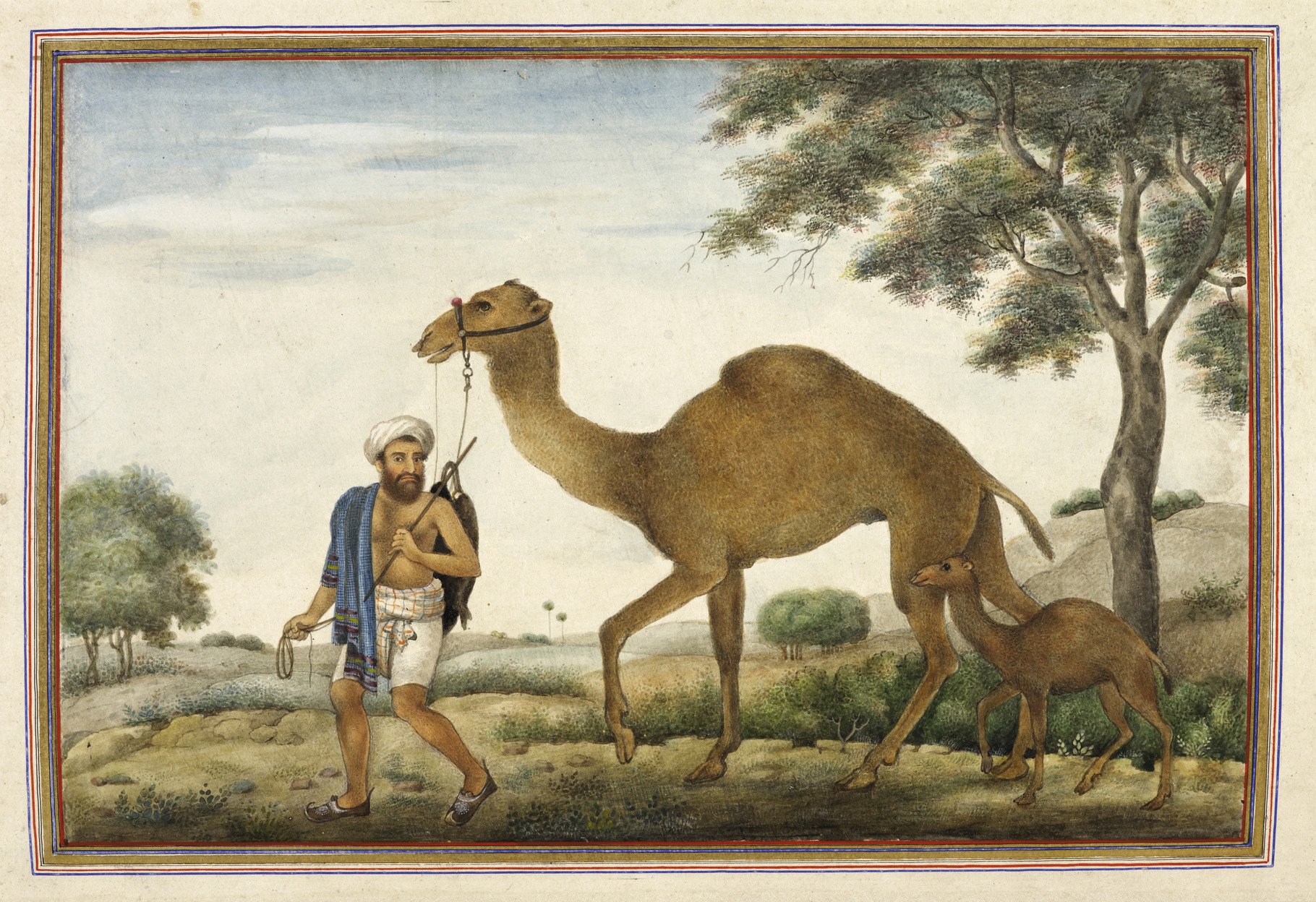
Un Rabari. Illustration du Tashrih al-aqvam, 1825 (British Museum).

Les Rabari sont un peuple de l'Inde nomadisant principalement au Gudjerat et au Rajasthan. Les Rabaris sont souvent considérés comme parents des Tziganes (tout comme les Banjara (en))[réf. nécessaire]. Ils sont de religion hindoue. Ce peuple comprend deux sous-clans, les Raika - appelés aussi Devasi - comprenant trente-deux tribus dans les déserts du Rajasthan, et les Rabari du désert du Kutch dans l'ouest du Gudjerat. 
Principalement éleveurs de dromadaires par le passé, ils ont dû se reconvertir à partir de 1947 dans l'élevage de chèvres et de moutons, et ne possèdent plus que quelques dromadaires par groupe.